# Arthur Lindsay Sadler

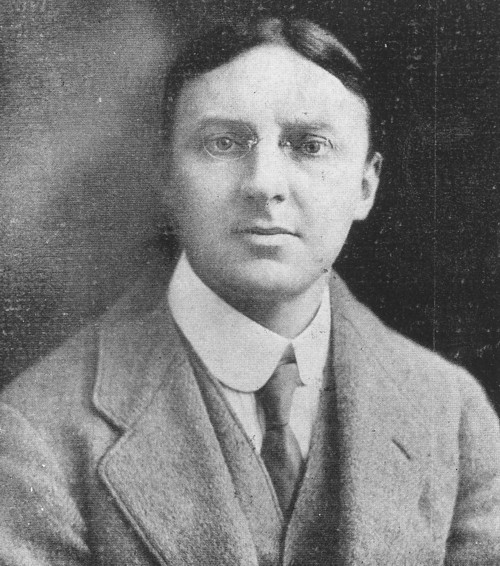
Arthur Lindsay Sadler 1922

Arthur Lindsay Sadler (* 19. November 1882 in Hackney, London, Middlesex, England; † 13. Juli 1970 in Braintree, Essex, England) war Professor für Oriental Studies an der Universität von Sydney.
Sadler besuchte das Dulwich College, die Merchant Taylors’ School in London und das St John’s College in Oxford (B.A., 1908; M.A., 1911). Er war Pusey-Ellerton Stipendiat für Hebräisch (1903), Kennicott-Junior-Stipendidiat für Hebräisch (1907), gewann den Nachwuchs-Septuaginta-Preis (1907) and schloss sein Studium in Orientalischen Sprachen (Hebräisch and Assyrisch) mit summa cum laude ab.
Zwischen 1922 und 1948 war Sadler der Professor für Oriental Studies an der University of Sydney. Er lehrte auch am Royal Military College. Unter seinen Publikationen finden sich A Short History of Japanese Architecture, Maker of Modern Japan: The Life of Tokugawa Ieyasu und Cha-No-Yu: The Japanese Tea Ceremony. Er übersetzte The Ten Foot Square Hut (das Hōjōki), Auszüge aus dem Heike Monogatari und The Code of The Samurai: Budo Shoshinshu ins Englische.
Nach seiner Emeritierung kehrte er nach England zurück und ließ sich im Dorf Great Bardfield in Essex nieder. Er verkehrte mit einigen der Great Bardfield Artists darunter auch Edward Bawden (1903–1989), Stanley Clifford-Smith (1906–1968) und Michael Rothenstein (1908–1993). Seine letzten Jahre verbrachte er im Buck's House, Great Bardfield, das er von seinem Freund Stanley Clifford-Smith gekauft hatte.

## Ehrungen
M. J. Morrissey, der Mitte der 1930er Jahre bei Sadler Japanisch studiert hatte, verfügte in seinem Testament, dass Mittel aus seinem Nachlass zum Ankauf ostasiatischer Kunst genutzt werden sollen, zum Andenken an Sadler. Damit wurde 1984 der M. J. Morrissey Bequest Fund (in memory of Professor Arthur Lindsay Sadler) gegründet.

## Werke
- 'The Art of flower arrangement in Japan: A sketch of its history and development', London: Country Life 1933.
- 'Cha-no-yu: The Japanese tea ceremony', London: Kegan Paul et al. 1933.
- 'The Maker of modern Japan: The life of Tokugawa Ieyasu', London: Allen & Unwin 1937.
- 'A short History of Japanese architecture', Sydney et al.: Angus & Robertson 1941.
- 'A short History of Japan', Sydney: Angus & Robertson 1962.
- Appendix zu Okakura Kakuzō: 'The book of tea; a Japanese harmony of art culture and the simple life', Sydney: Angus & Robertson 1935.

## Übersetzungen
- 'The Heike Monogatari', Tokyo: Asiatic Society of Japan 1918.
- Go-Mizunoo: 'The Emperor Go-Mizuno-In's Kocho, privately printed 1922.
- 'Japanese Plays: No-Kyogen-Kabuki', Sydney: Angus & Robertson 1934.
- Saka Jūbutsu: 'The Ise Daijingū sankeiki, or Diary of a pilgrim to Ise', Tokyo: Zaidan Hôjin Meiji Seitoku Kinen Gakkai 2600: 1940.
- Yūzan Daidōji: 'The code of the Samurai', Tokyo: Kokusai Bunka Shinkokai, 1941.
- 'Selections from the Confucian Texts', Glebe: Australasian Medical Pub. Co, 1942.
- 'Selections from Modern Japanese Writers', Glebe: Australasian Medical Pub. Co, 1942. und
- 'Selections from modern Japanese writers: English translation', Glebe: Australasian Medical Pub. Co, 1943.
- Wu Qi, Sunzi,  Sima Rangju: 'Three Military Classics of China', Sydney: Australasian Medical Pub. Co, 1944.
- 'The ten foot square hut and Tales of the Heike: being two thirteenth century Japanese classics, the „Hōjōki“ and selections from the „Heike monogatari“', Rutland, Ver.: Tuttle 1979.
- Kamo no Chōmei: The Hō-Jō-Ki. Honolulu: Privately printed 1950.

## Aufsätze
- 'The Naval Campaign in the Korean War of Hideyoshi (1592–1598)', in: Transactions of the Asiatic Society of Japan, Second Series, 14 (Juni 1937), S. 179–208.
- 'Chanoyu or the Tea Philosophy of Japan. A Western Evaluation', in Pacific Affairs, Jg. 2, Nr. 10 (Okt. 1929), S. 635–644. Honolulu 1929.